# Saserna glycera
Saserna glycera är en fjärilsart som beskrevs av William Schaus 1914. Saserna glycera ingår i släktet Saserna och familjen nattflyn. Inga underarter finns listade.